# Gi' os Christiania tilbage - I Danmark er jeg født remixed
Gi' os Christiania tilbage - I Danmark er jeg født remixed er remix af sangene på albummet I Danmark er jeg født som er lavet af  Natasja Saad og remixerne der optræder på pladen var samarbejdspartnere igennem Natasjas karriere, men der er også blevet plads til nogle nye talenter på scenen herhjemme. Megen diskussion, mange følelser, mange e-mails og telefonopringninger, præstationsangst, benovelse og ikke mindst tid er lagt i denne plade. Grundpræmissen for hele projektet har været at gøre det ”I Natasjas ånd”. Alle har arbejdet gratis og Alt overskud for salg af pladen går til Fonden Fristaden Christiania, til frikøb og herunder vedligehold af Christiania, fordi Christiania havde en stor plads i Natasjas hjerte.

## Spor
| #   | Titel                                                               | Producer(e)                                             | Længde |
| --- | ------------------------------------------------------------------- | ------------------------------------------------------- | ------ |
| 1.  | "Tjalala (Donkey Sound Remix)"                                      | Pharfar                                                 | 4:37   |
| 2.  | "Smuk & Dejlig (Black Cheese Stank Mix)"                            | Pato Siebenhaar                                         | 4:17   |
| 3.  | "Timerne Går (2000F Remix)" (Feat. Raske Penge)                     | 2000F                                                   | 4:33   |
| 4.  | "I Danmark Er Jeg Født (Yo Akim Remix)"                             | Yo Akim                                                 | 4:39   |
| 5.  | "Op Med Ho'det (Pilfinger Remix)"                                   | Saqib                                                   | 3:08   |
| 6.  | "Monaco (Maffi Remix)" (Feat. Bukki Blæs)                           | Maffi                                                   | 4:06   |
| 7.  | "Gi' Mig Danmark Tilbage (JSL Remix)"                               | Albert ”jigsy” Forbes & Roderick ”Penny Bling” Hamilton | 3:44   |
| 8.  | "Gully Slang (Yo FOK Remix)"                                        | Bulby & Fatta                                           | 3:53   |
| 9.  | "Gør Det (Jeppe B Wahlstrøms Ungkærlighedforevigmix)" (Feat. Yepha) | WhyYou                                                  | 3:28   |
| 10. | "Fi Er Min (Rosa Lux Remix)"                                        | N. Seebach & R. Seebach                                 | 5:04   |
| 11. | "Mer Vil Ha' Mer (Phase 5 Remix)" (Feat. Eaggerman)                 | Pharfar                                                 | 4:08   |
| 12. | "Ildebrand I Byen (2000F VIP Remix)" (Feat. Pharfar)                | Pharfar                                                 | 6:07   |